# Chodsigoa caovansunga
Chodsigoa caovansunga is een spitsmuis uit de onderfamilie roodtandspitsmuizen (Soricinae) die voorkomt in Vietnam. Hij is genoemd naar wijlen dr. Cao Van Sung, een kleine-zoogdierenspecialist aan het Institute for Ecology and Biological Resources in Hanoi. De typelocatie ligt op 1500 m hoogte (22°45'27"N 104°49'49"O) op de berg Tay Con Linh II in de gemeente Cao Bo van het district Vi Xuyen in de provincie Ha Giang.
C. caovansunga is een kleine soort, met een relatief korte staart zonder borstel van lange haren op het uiteinde. De handen en voeten zijn bruinachtig van kleur.
Tot nu toe is C. caovansunga alleen bekend van Tay Con Linh II, tussen de 1300 en 2000 m hoogte, maar waarschijnlijk komt hij meer voor in de bergbossen van Noord-Vietnam en Zuid-China.